# Evgenij Postnikov
Evegenij Ivanovič Postnikov (in russo Евгений Иванович Постников?; Staryj Oskol, 16 aprile 1986) è un ex calciatore russo naturalizzato kazako, di ruolo difensore.

## Carriera
Postnikov inizia la sua carriera tra le file della Dinamo Mosca, senza mai disputare un incontro. La stagione successiva si trasferisce in Lettonia, nei ranghi del Daugava, disputando diciannove partite di campionato tra il 2006 e il 2007. Ritorna quindi in Russia, giocando con lo Zodiak Oskol e la Torpedo-ZIL. Nel 2014 ritorna in Lettonia, accasandosi questa volta al Ventspils, vincendo un campionato e una coppa nazionale oltre all'edizione 2009-2010 della Baltic League.
Dopo un periodo in Bielorussia tra le file dello Šachcër Salihorsk, nel febbraio del 2014 firma con l'Astana, ottenendo anche la cittadinanza kazaka.

## Palmarès

### Competizioni nazionali
- Campionato lettone: 1

Ventspils: 2011
- Coppa di Lettonia: 1

Ventspils: 2010-2011
- Campionato kazako: 5

Astana: 2014, 2015, 2017, 2018, 2019
- Supercoppa del Kazakistan: 4

Astana: 2015, 2018, 2019, 2020

### Competizioni internazionali
- Baltic League: 1

Ventspils: 2009-2010